# Quintanilla de Pienza
Quintanilla de Pienza es una localidad y una Entidad Local Menor situadas en la provincia de Burgos, comunidad autónoma de Castilla y León (España), comarca de Las Merindades, partido judicial de Villarcayo, ayuntamiento de Merindad de Montija.

## Geografía
El pueblo de Quintanilla de Pienza se encuentra situado en el norte de la provincia de Burgos, comunidad autónoma de Castilla y León. Concretamente pertenece a la Merindad de Montija, la cual a su vez se encuentra enclavada en la comarca de Las Merindades de Castilla. La citada Merindad de Montija se compone de 18 pueblos, siendo Quintanilla de Pienza el situado más al sur de todos ellos, con una población de 35 personas (INE,2011).
Se encuentra a una altitud de 661 m. sobre el nivel del mar. 
Limita por el norte con Revilla de Pienza, por el sur con Santurde, por el este con Tabliega, Recuenco y La Riba, y por el Oeste con Bárcena de Pienza y Barriosuso.
En relación con las vías de comunicación, Quintanilla de Pienza se encuentra situada en la carretera N-629 (carretera de Cereceda a Laredo), entre Trespaderne y El Crucero. Dista unos 70 km de Bilbao y unos 85 km de Burgos.
Su clima es frío en invierno y templado en las demás estaciones.

## Descripción
El casco urbano de Quintanilla de Pienza se encuentra distribuido en cuatro barrios: "El Campo" o Barrio de Arriba, "La Iglesia" o Barrio de Abajo, "La Venta" y "La Isilla"(actualmente estos barrios se han dividido en calles) los cuales, a pesar de estar bien definidos, se encuentran muy próximos unos de otros.
Con respecto a la arquitectura presente en el pueblo, se puede observar una combinación de casas antiguas, que componían originariamente el pueblo, con casas de campo y chalets de reciente construcción. Respecto a las primeras, generalmente se trata de casas construidas con gruesos muros de piedra, normalmente de dos alturas. También hay alguna casa-torre aunque actualmente no conserva su altura original. A partir de los años 70, proliferó la construcción de casas de verano y chalets, principalmente en los barrios de "La Isilla" y "La Venta". Con respecto a las casas antiguas, hay que hacer constar que casi todas han sido restauradas, estando prácticamente todas en uso, principalmente en verano. En total hay en el pueblo unas ochenta casas, incluyendo casas de campo y chalets.
La población de Quintanilla de Pienza sufre grandes variaciones a lo largo del año. Durante el invierno la población se reduce bastante, quedando únicamente en el pueblo los vecinos dedicados a labores agrícolas y ganaderas, así como algunos jubilados. Los fines de semana y durante los meses de verano, la población aumenta espectacularmente. Casi todas las personas que no viven habitualmente en el pueblo, pero vienen los fines de semana y en verano, tienen raíces en el mismo, bien sea por haber nacido o ser descendientes de nacidos en el pueblo. También hay gente que, sin tener ninguna relación anterior con el pueblo, se ha integrado en el mismo como cualquier vecino. La mayor parte de los "veraneantes" procede de la zona de Bilbao y de Madrid. 
Administrativamente Quintanilla de Pienza se engloba en el Ayuntamiento de la Merindad de Montija, con sede en el pueblo de Villasante, aunque a nivel local se administra a través de un Concejo en el que toman parte todos los vecinos, regidos por un alcalde pedáneo.
La actividad económica predominante, al igual que en muchos otros municipios de la región, es el sector primario, es decir, la agricultura y la ganadería. Hasta hace pocos años había en el pueblo gran número de pequeñas explotaciones agrícolas y ganaderas, quedando actualmente unas pocas explotaciones, pero de considerable tamaño. Hasta hace pocos años era uno de los pocos lugares de la provincia de Burgos, en el que todavía se podía ver un carro tirado por una pareja de vacas. Hoy en día se pueden ver trabajando las tierras los más modernos tractores y maquinaria agrícola. 
En cuanto a la industria, reseñar que en terrenos de Quintanilla de Pienza se ubica una empresa dedicada a la fabricación y suministro de hormigones y áridos.

## Elementos Naturales
El pueblo de Quintanilla de Pienza está atravesado de norte a sur por el río Trueba, el cual nace en el puerto de las Estacas de Trueba, y tras pasar por Espinosa de los Monteros y varios pueblos de la Merindad de Montija, desemboca en el río Nela. El citado río ofrecía hasta hace unos años una de las mejores zonas de baños de la zona, conocida como "Las Bañeras", a donde acudía gran cantidad de gente de todos los pueblos de alrededor. En las inmediaciones había una explanada conocida como "La Nogalera" (llamada así por los nogales que había), en la que durante el verano acudía de camping gran cantidad de gente. Actualmente, está prohibida la acampada en dicha zona aunque la zona de baños continúa en uso.
En terrenos de Quintanilla de Pienza se encuentren varios montes ricos en arbolado, principalmente encinas y robles. Asimismo hay gran cantidad de terrenos dedicados principalmente a pastizales y al cultivo de cereales, aunque también hay terrenos dedicados a la siembra de lechuga y otros tipos de cultivos. Se trata de uno de los pueblos con más zona verde de la provincia de Burgos.
Existen gran cantidad de manantiales de agua potable, alguno de los cuales de gran belleza por el lugar en el que nacen y otros muy apreciados por la calidad de sus aguas. Concretamente hay un manantial situado en el páramo de "Noceda" que tiene su nacimiento bajo el tronco de un roble, del cual toma su nombre. Son también famosas la "Fuente del Piojo" y otra que nace junto al puente de "Pienza" denominada "El Pilangrero".

## Patrimonio histórico
Quintanilla de Pienza nos ofrece la posibilidad de visitar la iglesia de Santiago Apóstol, de estilo gótico. Se encuentra situada en el centro del pueblo. Consta de una nave rectangular, con sacristía y pórtico adosados en el lateral. Hace pocos años fue restaurado su tejado con la aportación y el trabajo de los vecinos del pueblo. Recientemente ha sido restaurado su interior, habiéndose eliminado la capa de cal que cubría las paredes, lo cual ha dejado al descubierto la piedra original. Asimismo se ha sustituido el Retablo Mayor. Todo esto, junto a otras modificaciones relativas a la iluminación, tanto interior como exterior, hacen de la Iglesia de Santiago Apóstol una de las más bonitas de la zona.
También hay que reseñar la presencia del PUENTE DE PIEDRA SOBRE EL RÍO TRUEBA, del siglo XVI, con seis ojos de medio punto, el cual es conocido como "El Puente de Pienza", debido al lugar del mismo nombre en el que está situado. La construcción del puente se inició en el año 1583, habiendo participado en su construcción el maestro cantero Pedro del Río, el cual en el año 1584 cedió su participación en la obra al también maestro cantero Sebastián de Alvear. Estos dos canteros pertenecen a los famosos maestros canteros de la Junta de Voto (Cantabria), cuyas obras son numerosas en toda España.
La zona en la que se encuentra el puente se denomina Pienza, y da nombre tanto al pueblo de Quintanilla, como a los de Bárcena y Revilla, los cuales también son "de Pienza". Por el citado puente pasaba la carretera N-629 hasta hace pocos años, pero actualmente está en desuso, ya que ha sido construido otro nuevo en las inmediaciones para la carretera, aunque todavía se puede transitar sobre él para observar el bonito paisaje en el que se encuentra.
Existe otro puente sobre el río Trueba, de más reciente construcción, que une a Quintanilla de Pienza con el pueblo vecino de Bárcena de Pienza. 
Cerca del Puente de Pienza, se puede visitar EL PARAPETO, situado en el monte denominado "La Cotorra". Se trataba de una construcción de hormigón armado, con pequeñas ventanas de vigilancia y dos accesos, construido durante la Guerra Civil. Su finalidad era la de servir de puesto de vigilancia de la carretera, ya que desde él se divisa una gran extensión, tanto hacia la zona del Crucero como hacia la zona Sur. Actualmente le falta el tejado, puesto que fue volado con dinamita después de la Guerra para sacar el hierro empleado en su construcción. De todas formas, parece ser que no fue usado mucho, debido a que el frente de batalla se encontraba más hacia el norte, concretamente en la zona de El Crucero/Villasante.
En el barrio de "El Campo" existe una construcción denominada "EL POTRO", la cual estaba destinada al herraje del ganado. En el citado lugar se sujetaban las vacas, y mediante un mecanismo de rodillos de madera, se elevaban para poder realizar el herraje, curar las pezuñas, etc. Aunque actualmente ya no se usa, se puede observar el citado mecanismo de madera. En el año 2006 ha sido restaurado completamente, siendo uno de los potros mejor conservados de la provincia de Burgos.
En el núcleo urbano se pueden encontrar dos fuentes públicas. Una de ellas, conocida como LA FUENTE DEL PUEBLO, se encuentra situada en el barrio de "El Campo". Se trata de una vieja fuente de piedra con dos caños que data del año 1910, cuyas aguas son muy apreciadas por los vecinos del pueblo. La segunda está situada frente a la Iglesia, y es de reciente construcción, al igual que la plaza en la que se encuentra. Aparte de estas dos, existen otras destinadas a abrevadero de ganado.
El pueblo de Quintanilla de Pienza dispone de una ESCUELA, en la cual una maestra impartía clases a los niños de Quintanilla de Pienza y de los pueblos de alrededor. La citada escuela fue construida en la década de los años 20 por el constructor Higinio Antoniano López, natural de Salinas de Rosío y residente en Cornejo. Por ella han pasado varias generaciones de vecinos hasta la década de los 70 en que fue cerrada. Desde entonces la escuela es usada como Cuarto de Concejo, lugar en el que se reúne el Concejo para tratar de los asuntos del pueblo. Recientemente ha sido completamente restaurada.

## Historia
Lugar en la Merindad de Montija en el Corregimiento de las Merindades de Castilla la Vieja, jurisdicción de realengo con regidor pedáneo.
A la caída del Antiguo Régimen queda agregado al ayuntamiento constitucional de Merindad de Montija , en el partido de Villarcayo perteneciente a la región de Castilla la Vieja.

## Fiestas
Las fiestas patronales de Quintanilla de Pienza están dedicadas a Santiago Apóstol, celebrándose el día 25 de julio, aunque las celebraciones suelen durar varios días (anteriores y posteriores al día del patrón). Se trata de unas fiestas populares en la cual se organizan gran cantidad de actos festivos y culturales, tales como concursos de disfraces, meriendas populares, homenajes a las personas mayores, partidos de fútbol, bailes y verbenas, etc.
Entre todos los actos que se realizan, hay varios que por su larga trayectoria se han convertido en tradicionales:
- El primer día de las fiestas, por la tarde-noche se celebra una merienda popular en El Campo donde las diferentes cuadrillas preparan barbacoas con gran aceptación por parte de todos.
- Durante una de las verbenas se celebra siempre el tradicional "Baile del Sombrero", en el que las parejas bailan a la vez que circula un sombrero que debe ser colocado por la chica en la cabeza del chico de otra pareja. Cuando se para la música, la pareja que tenga el sombrero queda eliminada. Este baile se celebra desde hace más de 30 años.
- La celebración religiosa se realiza el día 25 de julio mediante una misa en honor a Santiago Apóstol, cuya imagen es transportada en procesión a hombros de cuatro personas por las calles del pueblo, siendo acompañada por los vecinos. Mientras tanto se procede al volteo de campanas y disparo de cohetes.
- El día de Santiago, después de la misa se celebra el tradicional "Homenaje a los mayores" en los locales de la Asociación EL LAVADERO. Este homenaje se celebra todos los años ininterrumpidamente desde el año 1979.
Las fiestas son organizadas por una Comisión la cual está integrada por la gente joven, aunque algunos actos festivos son organizados por la Asociación EL LAVADERO. Los gastos son cubiertos por el dinero que se obtiene de la barra del bar que instala la Comisión, así como por la aportación de la Junta Administrativa de Quintanilla de Pienza y las aportaciones voluntarias que realizan los vecinos.

## Ocio y Cultura
Las posibilidades de ocio en Quintanilla de Pienza son muchas, fundamentalmente las relacionadas con la naturaleza, montaña, caza, pesca, bicicleta, micología, etc. 
En el pueblo había dos bares hasta hace unos años, los cuales cerraron al jubilarse sus titulares. Actualmente el único local abierto al público es el de la Asociación Recreativa y Cultural "EL LAVADERO", que entre otras cosas hace las funciones del bar del pueblo. 
Existe también la Asociación Juvenil "EL POZO" cuyos componentes han construido un local de reunión. Los socios de la citada asociación son los jóvenes de Quintanilla de Pienza. Incluso alguno de sus socios es socio también de la Asociación EL LAVADERO.
Deportes y juegos tradicionales: Hace bastantes años se jugaba mucho a los bolos en el pueblo, concretamente en la modalidad de "pasabolo" (gana el que más lejos manda los bolos al vuelo). Según parece había grandes jugadores entre los hombres del pueblo. También se jugaba mucho a la "Tuta", juego que desde hace pocos años se ha vuelto a recuperar por varios socios de la Asociación EL LAVADERO, jugándose de vez en cuanto alguna partida. También en las fiestas de Santiago se organiza un torneo de Tuta.